# Слуцкий, Григорий Маркович
Григорий Маркович Слуцкий (25 сентября [8 октября] 1916, Киев — 1 марта 1990, Киев) — советский украинский архитектор.

## Биография
Григорий Маркович Слуцкий родился в Киеве в 1916 году. Окончил Киевский инженерно-строительный институт (1940).
Умер в Киеве 1 марта 1990 года на 74-м году жизни.

## Избранные проекты и постройки
В Киеве:
- Здание Главпочтамта (1952–1956)

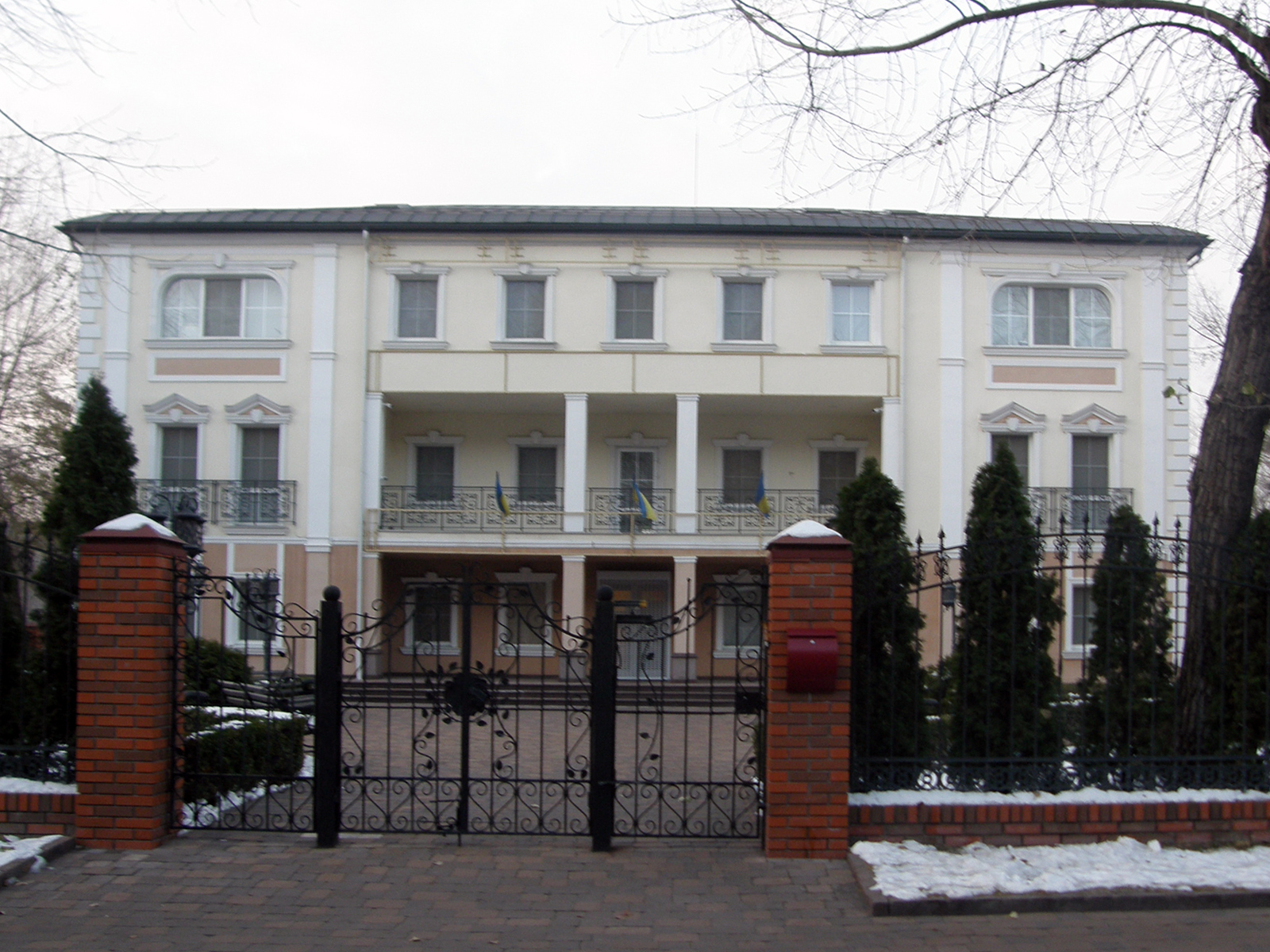
типовой проект № 334 детского сада (надстроеный)

- Здание речного вокзала (1959–1960)
- Проект жилого района Оболонь (1970–1973)
- Проекты многоэтажных жилых домов
- Проект генерального плана Киева (1964–1967).

## Память
В 2016 году Укрпочта к 100-летию со дня рождения Григория Слуцкого выпустила тиражом 400 тыс. экз. посвящённый ему конверт с оригинальной маркой (портрет Г. М. Слуцкого, художник Геннадий Заднепряный), а также с изображением одного из творений архитектора — здания Киевского почтамта. Спецгашение проводилось на Главпочтамте 8 сентября 2016 года.